# NGC 3320
NGC 3320 est une galaxie spirale barrée située dans la constellation de la Grande Ourse. Elle a été découverte par l'astronome germano-britannique William Herschel en 1788.

## Caractéristiques
Sa vitesse par rapport au fond diffus cosmologique est de 2 531 ± 15 km/s, ce qui correspond à une distance de Hubble de 37,3 ± 2,6 Mpc (∼122 millions d'al).
À ce jour, 25 mesures non basées sur le décalage vers le rouge (redshift) donnent une distance de 33,248 ± 5,996 Mpc (∼108 millions d'al), ce qui est à l'intérieur des valeurs de la distance de Hubble. 
La classe de luminosité de NGC 3320 est III-IV et elle présente une large raie HI.
Les bases de données NASA/IPAC et Simbad mentionnent que NGC 3320 fait partie d'une groupe de galaxies, mais sans indiquer à quel groupe.